# Held der DDR
Held der Deutschen Demokratischen Republik war eine staatliche Auszeichnung  der Deutschen Demokratischen Republik (DDR), welche in Form eines Ehrentitels mit Urkunde und eines tragbaren Ordens plus Spange verliehen wurde. Der Titel wurde am 29. Oktober 1975 als höchste Auszeichnung der DDR vom SED-Politbüro gestiftet und am 28. November 1975 erstmals verliehen. Insgesamt wurde der Titel 17-mal vergeben, wobei 11 Personen geehrt wurden.

## Verleihungsbedingungen
Der Ehrentitel konnte an Personen verliehen werden, die durch außerordentliche Leistungen sowie Verdienste Heldentaten für die Deutsche Demokratische Republik, für ihre Entwicklung und allseitige Stärkung, für die internationale Anerkennung und Autorität sowie für ihren sicheren militärischen Schutz vollbracht hatten. Dazu waren hohe persönliche Einsatz- und Opferbereitschaft gefordert, genauso wie Mut und Kühnheit. Insbesondere konnten Heldentaten gewürdigt werden, die vollbracht wurden als:
- Widerstandskämpfer im illegalen und militärischen Widerstand gegen den Faschismus
- Angehöriger der Nationalen Volksarmee und anderer bewaffneter Organe der DDR
- Bürger der DDR in Zusammenarbeit mit bewaffneten Organen der DDR
- Bürger ausländischer Staaten im Einzelfall
- Raumfahrer bei Verleihung des Ehrentitels „Fliegerkosmonaut der Deutschen Demokratischen Republik“

## Medaille und Privilegien
Nach dem Vorbild des sowjetischen Ehrentitels Held der Sowjetunion gehörten zum Titel „Held der DDR“ die Medaille „Goldener Stern“, eine Urkunde sowie eine Geldprämie und ab 1978 die obligatorische Mitverleihung des Karl-Marx-Ordens. Beide Ehrenzeichen waren nach dem Tod des Ausgezeichneten an den Staat zurückzugeben.
Ursprünglich war eine Jahresquote von zehn Titelvergaben vorgesehen. Eine Mehrfachverleihung war möglich, so dass es nicht nur „einfache“, sondern auch „zweifache“ Helden gab, das heißt, der Ehrentitel wurde zweimal vergeben.

## Verleihungspraxis
Erstmals verliehen wurde der neugeschaffene Titel am 28. November 1975, und zwar an Armeegeneral Heinz Hoffmann anlässlich seines 65. Geburtstages. Erster ausländischer Geehrter war Leonid Iljitsch Breschnew, der am 13. Dezember 1976 als Held der DDR ausgezeichnet wurde. Insgesamt erhielt Breschnew diese Auszeichnung dreimal.
Von den 11 Trägern des Titels leben heute (2022) noch zwei, nämlich die Kosmonauten Wladimir Kowaljonok und Alexander Iwantschenkow, welche 1978 als Besatzung EO-2 der Raumstation Saljut 6 die Gastgeber des Besuchs von  Waleri Bykowski und Sigmund Jähn waren. Kosmonaut Sigmund Jähn († 2019) war der letzte Träger des Titels, der auch Bürger der DDR war.

## Träger

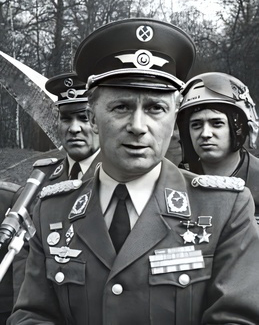
Sigmund Jähn mit seinen Medaillen als Held der DDR und Held der Sowjetunion (April 1981)

### Regierungsmitglieder der DDR
- 1975 und 1980: Heinz Hoffmann
- 1975 und 1982: Erich Mielke
- 1975 und 1983: Friedrich Dickel
- 1982 und 1987: Erich Honecker
- 1984: Willi Stoph

### Regierungsmitglieder der Sowjetunion
- 1976, 1979, 1981: Leonid Iljitsch Breschnew
- 1985: Nikolai Tichonow

### Kosmonauten
- 1978: Sigmund Jähn
- 1978: Waleri Bykowski
- 1978: Wladimir Kowaljonok
- 1978: Alexander Iwantschenkow

## Rangfolge der staatlichen Auszeichnungen der DDR (Ausschnitt)
Für das Tragen von Auszeichnungen galt eine per Verordnung im Gesetzblatt der DDR festgelegte Rangfolge, in der sich auch die Wertigkeit der jeweiligen Ehrung widerspiegelte. An der linken oberen Brustseite waren in folgender Reihenfolge zu tragen:
1. Medaille zum Ehrentitel  Held der DDR
2. Karl-Marx-Orden
3. Medaille zum Ehrentitel  Held der Arbeit
4. Stern der Völkerfreundschaft
5. Vaterländischer Verdienstorden
6. Banner der Arbeit
7. Scharnhorst-Orden
8. Blücher-Orden
9. Kampforden „Für Verdienste um Volk und Vaterland“